# Elaeocarpus homalioides
Espèce
Statut de conservation UICN

 DD  : Données insuffisantes
Elaeocarpus homalioides est une espèce de plantes de la famille des Elaeocarpaceae.

## Publication originale
- Botanische Jahrbücher für Systematik, Pflanzengeschichte und Pflanzengeographie 54: 115. 1916.